# Dalbergia tilarana
Dalbergia tilarana là một loài thực vật có hoa trong họ Đậu. Loài này được N.Zamora miêu tả khoa học đầu tiên.